# Glaucium refractocarpum
Glaucium refractocarpum är en vallmoväxtart. Glaucium refractocarpum ingår i Hornvallmosläktet som ingår i familjen vallmoväxter.

## Underarter
Arten delas in i följande underarter:
- G. r. erectocarpum
- G. r. refractocarpum